# Turdus lawrencii
El zorzal imitador (Turdus lawrencii) también conocido como mirla amazónica, mirlo mímico o tordo de Lawrence, es una especie de ave paseriforme de la familia de los túrdidos. Se distribuye ampliamente en el norte de América del Sur.
Fue descrito en 1878 por George N. Lawrence como Turdus brunneus, un nombre que ya estaba en uso y por lo tanto se cambia su nombre por Turdus lawrencii por Elliott Coues en 1880.

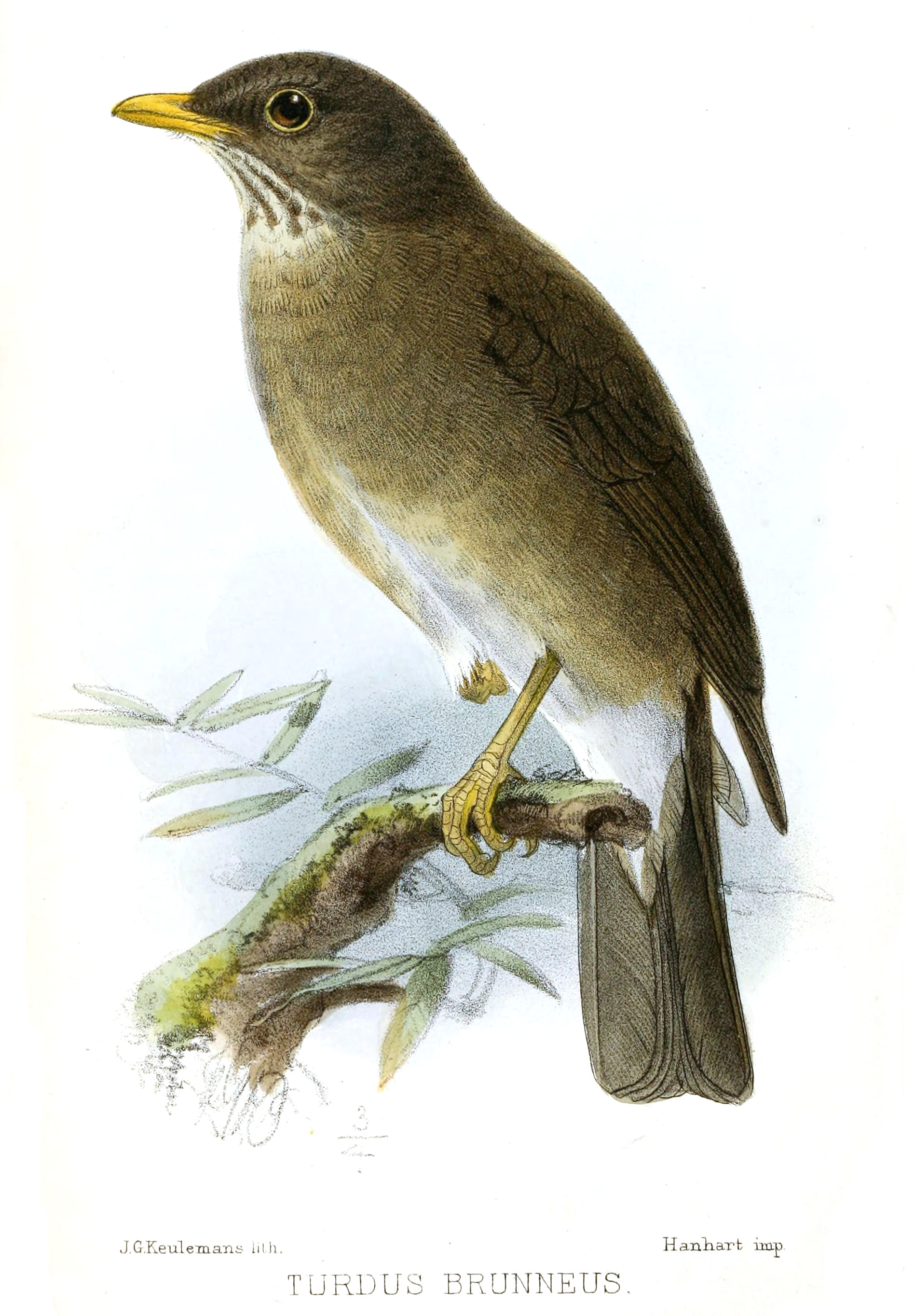
Turdus brunneus, sinónimo de Turdus lawrencii, ilustración de Keulemans, en The Ibis, 1878.

## Distribución y hábitat
Su hábitat natural son los bosques húmedos de tierras bajas y pantanos, es nativo de Bolivia, Brasil, Colombia, Ecuador, Perú y Venezuela.
Está clasificado como de preocupación menor por la IUCN, debido a su amplia gama de distribución.